# 平康寧鎮區 (密歇根州貝縣)
平康寧鎮區（英語：Pinconning Township）是位於美國密歇根州貝縣的一個行政鎮區。

## 地方資料
平康寧鎮區的面積為108.70平方千米，當中陸地面積為95.00平方千米，而水域面積為13.70平方千米。根據2020年美國人口普查的數據，當地共有人口2299人，而人口密度為每平方千米21.15人。